# Udinese Calcio 2020-2021

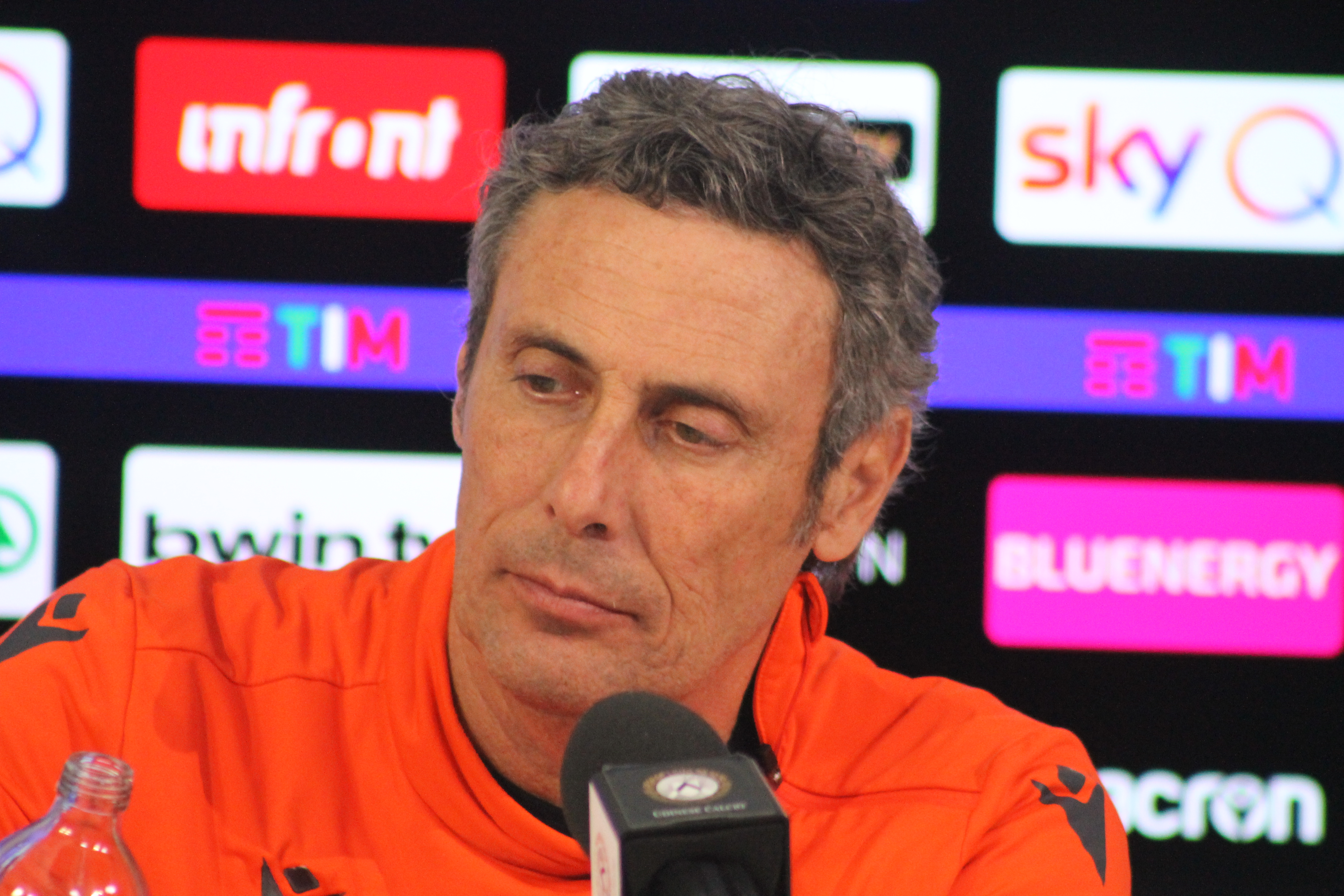
Luca Gotti, porterà i bianconeri al 14° posto in campionato.

Questa voce raccoglie le informazioni riguardanti l'Udinese Calcio nelle competizioni ufficiali della stagione 2020-2021.

## Stagione
La stagione 2020-2021 è la 55ª stagione nella massima divisione italiana dell'Udinese e la 26ª stagione consecutiva in Serie A.
La stagione ha un inizio difficile per i bianconeri, che risultano essere una delle migliori squadre per le occasioni create, ma anche la peggiore per capacità di concretizzarle. I risultati altalenanti e i troppi punti persi portano alla messa in discussione della guida di Luca Gotti, il quale però viene al tempo stesso elogiato da molti per la qualità del gioco espresso, i quali considerano la sfortuna e l'assenza di una vera punta di peso, come le principali cause dei troppi risultati negativi. I friulani raccolgono 18 punti nel girone di andata e 22 nel girone di ritorno, con 40 punti si piazzano in quattordicesima posizione. Il centrocampista argentino Rodrigo De Paul con 9 reti è il miglior finalizzatore di stagione.
In Coppa Italia l'Udinese supera nel terzo turno (3-1) il L.R. Vicenza, poi nel quarto turno incrocia la Fiorentina, che si impone (0-1) al Friuli dopo i tempi supplementari

## Divise e sponsor
Nella stagione 2020-2021, per la terza volta consecutiva, il fornitore ufficiale è Macron.
Gli sponsor ufficiali sono Dacia (main sponsor), Vortice (co-sponsor), Prosciutto di San Daniele (sleeve sponsor) Bluenergy (nel retro maglia sotto la numerazione).
| Casa | Trasferta | Terza divisa |

## Rosa
Rosa e numerazione sono aggiornate al 15 maggio 2021.
| N. |                                 | Ruolo | Calciatore                      |
| -- | ------------------------------- | ----- | ------------------------------- |
| 1  | Argentina (bandiera)            | P     | Juan Musso                      |
| 3  | Brasile (bandiera)              | D     | Samir                           |
| 4  | Austria (bandiera)              | D     | Sebastian Prödl                 |
| 5  | Paesi Bassi (bandiera)          | D     | Thomas Ouwejan                  |
| 6  | Francia (bandiera)              | C     | Jean-Victor Makengo             |
| 7  | Italia (bandiera)               | A     | Stefano Okaka                   |
| 8  | Bosnia ed Erzegovina (bandiera) | C     | Mato Jajalo                     |
| 9  | Spagna (bandiera)               | A     | Gerard Deulofeu                 |
| 10 | Argentina (bandiera)            | C     | Rodrigo de Paul (vice-capitano) |
| 11 | Brasile (bandiera)              | C     | Walace                          |
| 14 | Italia (bandiera)               | D     | Kevin Bonifazi                  |
| 15 | Italia (bandiera)               | A     | Kevin Lasagna (capitano)        |
| 16 | Argentina (bandiera)            | D     | Nahuel Molina                   |
| 17 | Paesi Bassi (bandiera)          | D     | Bram Nuytinck                   |
| 18 | Paesi Bassi (bandiera)          | D     | Hidde ter Avest                 |
| 19 | Danimarca (bandiera)            | D     | Jens Stryger Larsen             |
| 21 | Italia (bandiera)               | D     | Marco Ballarini                 |
| 21 | Paesi Bassi (bandiera)          | A     | Jayden Braaf                    |
| 22 | Germania (bandiera)             | C     | Tolgay Arslan                   |
| 23 | Argentina (bandiera)            | A     | Ignacio Pussetto                |
| 24 | Italia (bandiera)               | C     | Thomas Battistella              |

| N. |                               | Ruolo | Calciatore          |
| -- | ----------------------------- | ----- | ------------------- |
| 29 | Serbia (bandiera)             | A     | Petar Mićin         |
| 30 | Macedonia del Nord (bandiera) | A     | Ilija Nestorovski   |
| 31 | Italia (bandiera)             | P     | Manuel Gasparini    |
| 32 | Spagna (bandiera)             | A     | Fernando Llorente   |
| 33 | Spagna (bandiera)             | A     | Cristo González     |
| 37 | Argentina (bandiera)          | C     | Roberto Pereyra     |
| 38 | Italia (bandiera)             | C     | Rolando Mandragora  |
| 45 | Argentina (bandiera)          | A     | Fernando Forestieri |
| 50 | Brasile (bandiera)            | D     | Rodrigo Becão       |
| 64 | Norvegia (bandiera)           | C     | Martin Palumbo      |
| 65 | Italia (bandiera)             | D     | Alessandro Rigo     |
| 66 | Italia (bandiera)             | P     | Matteo Carnelos     |
| 67 | Italia (bandiera)             | P     | Edoardo Piana       |
| 68 | Egitto (bandiera)             | A     | Salah Basha         |
| 77 | Brasile (bandiera)            | A     | Ryder Matos         |
| 87 | Francia (bandiera)            | D     | Sebastian De Maio   |
| 88 | Brasile (bandiera)            | P     | Nicolas             |
| 90 | Paesi Bassi (bandiera)        | D     | Marvin Zeegelaar    |
| 96 | Italia (bandiera)             | P     | Simone Scuffet      |
| 99 | Senegal (bandiera)            | C     | Mamadou Coulibaly   |
|    | Brasile (bandiera)            | A     | Ewandro             |

## Calciomercato

### Sessione estiva(dal 1º settembre al 5 ottobre)
| Acquisti         | Acquisti            | Acquisti       | Acquisti                         |
| R.               | Nome                | da             | Modalità                         |
| ---------------- | ------------------- | -------------- | -------------------------------- |
| P                | Simone Scuffet      | Spezia         | fine prestito                    |
| D                | Kevin Bonifazi      | SPAL           | prestito con diritto di riscatto |
| D                | Nahuel Molina       | Boca Juniors   | definitivo                       |
| D                | Thomas Ouwejan      | AZ Alkmaar     | prestito                         |
| D                | Francisco Sierralta | Empoli         | fine prestito                    |
| C                | Tolgay Arslan       | Fenerbahçe     | svincolato                       |
| C                | Andrija Balić       | Perugia        | fine prestito                    |
| C                | Mamadou Coulibaly   | Trapani        | fine prestito                    |
| C                | Svante Ingelsson    | Kalmar         | fine prestito                    |
| C                | Jean-Victor Makengo | Nizza          | definitivo                       |
| C                | Roberto Pereyra     | Watford        | definitivo                       |
| A                | Riad Bajić          | Konyaspor      | fine prestito                    |
| A                | Gerard Deulofeu     | Watford        | prestito                         |
| A                | Fernando Forestieri | Sheffield Weds | svincolato                       |
| A                | Cristo González     | Huesca         | fine prestito                    |
| A                | Ryder Matos         | Lucerna        | fine prestito                    |
| A                | Petar Mićin         | Čukarički      | fine prestito                    |
| A                | Stipe Perica        | R.E. Mouscron  | fine prestito                    |
| A                | Ignacio Pussetto    | Watford        | prestito                         |
| Altre operazioni |                     |                |                                  |
| R.               | Nome                | da             | Modalità                         |

| Cessioni         | Cessioni               | Cessioni            | Cessioni                            |
| R.               | Nome                   | a                   | Modalità                            |
| ---------------- | ---------------------- | ------------------- | ----------------------------------- |
| P                | Samuele Perisan        | Pordenone           | definitivo                          |
| D                | Nicholas Opoku         | Amiens              | rinnovo prestito                    |
| D                | Giuseppe Pezzella      | Parma               | riscatto cartellino (4,5 milioni €) |
| D                | Francisco Sierralta    | Watford             | definitivo                          |
| D                | William Troost-Ekong   | Watford             | definitivo                          |
| C                | Seko Fofana            | Lens                | definitivo (8,5 milioni €)          |
| C                | Emmanuel Agyemang-Badu | Verona              | riscatto cartellino                 |
| C                | Andrija Balić          | DAC Dunajská Streda | definitivo                          |
| C                | Svante Ingelsson       | Paderborn           | prestito con diritto di riscatto    |
| C                | Ken Sema               | Watford             | fine prestito                       |
| A                | Riad Bajić             | Ascoli              | prestito                            |
| A                | Ryder Matos            | Empoli              | prestito                            |
| A                | Stipe Perica           | Watford             | definitivo                          |
| Altre operazioni |                        |                     |                                     |
| R.               | Nome                   | a                   | Modalità                            |

### Sessione invernale(dal 4 gennaio al 1º febbraio)
| Acquisti | Acquisti          | Acquisti        | Acquisti            |
| -------- | ----------------- | --------------- | ------------------- |
| A        | Jayden Braaf      | Manchester City | prestito            |
| A        | Gerard Deulofeu   | Watford         | riscatto cartellino |
| A        | Ewandro           | Sport Recife    | fine prestito       |
| A        | Fernando Llorente | Napoli          | definitivo          |
| R.       | Nome              | da              | Modalità            |

| Cessioni | Cessioni           | Cessioni    | Cessioni                                      |
| R.       | Nome               | a           | Modalità                                      |
| -------- | ------------------ | ----------- | --------------------------------------------- |
| P        | Nicolas            | Reggina     | definitivo                                    |
| D        | Hidde ter Avest    | Utrecht     | definitivo                                    |
| C        | Mamadou Coulibaly  | Salernitana | prestito                                      |
| C        | Rolando Mandragora | Juventus    | fine prestito                                 |
| A        | Kevin Lasagna      | Verona      | prestito con obbligo di riscatto condizionato |

## Risultati

### Serie A

#### Girone d'andata
| Arbitro: | Prontera (Bologna) |

|  |           |                      |
|  | Marcatori | 29’, 90+4’ Gălăbinov |

| Arbitro: | Volpi (Arezzo) |

|             |           |  |
| Favilli 57’ | Marcatori |  |

| Arbitro: | Abisso (Palermo) |

|  |           |           |
|  | Marcatori | 55’ Pedro |

| Arbitro: | Fabbri (Ravenna) |

|                                            |           |                         |
| Samir 28’ Iacoponi 52’ (aut.) Pussetto 88’ | Marcatori | 26’ Hernani 70’ Karamoh |

| Arbitro: | Fourneau (Roma) |

|                                     |           |                |
| Castrovilli 11’, 51’ Milenković 21’ | Marcatori | 43’, 86’ Okaka |

| Arbitro: | Di Bello (Brindisi) |

|                    |           |                            |
| De Paul 48’ (rig.) | Marcatori | 18’ Kessié 83’ Ibrahimović |

| Reggio Emilia 6 novembre 2020, ore 20:30 CET 7ª giornata | Sassuolo              | 0 – 0 referto | Udinese | Mapei Stadium - Città del Tricolore (0 spett.)\| Arbitro: \| Abbattista (Molfetta) \| |
| Arbitro:                                                 | Abbattista (Molfetta) |               |         |                                                                                       |

| Arbitro: | Calvarese (Teramo) |

|             |           |  |
| De Paul 34’ | Marcatori |  |

| Arbitro: | Aureliano (Bologna) |

|                     |           |                                          |
| Immobile 74’ (rig.) | Marcatori | 18’ Arslan 45+3’ Pussetto 71’ Forestieri |

| Arbitro: | Calvarese (Teramo) |

|            |           |            |
| Pereyra 1’ | Marcatori | 44’ Muriel |

| Arbitro: | Massa (Imperia) |

|                           |           |                                          |
| Belotti 66’ Bonazzoli 67’ | Marcatori | 24’ Pussetto 54’ De Paul 69’ Nestorovski |

| Udine 15 dicembre 2020, ore 18:30 CET 12ª giornata | Udinese             | 0 – 0 referto | Crotone | Dacia Arena (0 spett.)\| Arbitro: \| Di Martino (Teramo) \| |
| Arbitro:                                           | Di Martino (Teramo) |               |         |                                                             |

| Arbitro: | Piccinini (Forlì) |

|                 |           |             |
| Lykogiannis 27’ | Marcatori | 57’ Lasagna |

| Arbitro: | Volpi (Arezzo) |

|  |           |                        |
|  | Marcatori | 9’ Caprari 77’ Letizia |

| Arbitro: | Giacomelli (Trieste) |

|                                          |           |               |
| Ronaldo 31’, 70’ Chiesa 49’ Dybala 90+3’ | Marcatori | 90’ Zeegelaar |

| Arbitro: | Ayroldi (Molfetta) |

|                           |           |                          |
| Tomiyasu 19’ Svanberg 40’ | Marcatori | 34’ Pereyra 90+2’ Arslan |

| Arbitro: | Pasqua (Tivoli) |

|             |           |                                    |
| Lasagna 27’ | Marcatori | 15’ (rig.) L. Insigne 90’ Bakayoko |

| Arbitro: | Sacchi (Macerata) |

|                                     |           |             |
| Candreva 67’ (rig.) Torregrossa 81’ | Marcatori | 55’ De Paul |

| Udine 24 gennaio 2021, ore 18:00 CET 19ª giornata | Udinese          | 0 – 0 referto | Inter | Dacia Arena (0 spett.)\| Arbitro: \| Maresca (Napoli) \| |
| Arbitro:                                          | Maresca (Napoli) |               |       |                                                          |

#### Girone di ritorno
| Arbitro: | Di Martino (Teramo) |

|  |           |                    |
|  | Marcatori | 52’ (rig.) De Paul |

| Arbitro: | Santoro (Messina) |

|                                     |           |  |
| Silvestri 83’ (aut.) Duelofeu 90+1’ | Marcatori |  |

| Arbitro: | Giacomelli (Trieste) |

|                                    |           |  |
| Veretout 5’ 25’ (rig.) Pedro 90+3’ | Marcatori |  |

| Arbitro: | Irrati (Pistoia) |

|                               |           |                        |
| Cornelius 3’ Kucka 32’ (rig.) | Marcatori | 64’ Okaka 80’ Nuytinck |

| Arbitro: | Volpi (Arezzo) |

|                 |           |  |
| Nestorovski 86’ | Marcatori |  |

| Arbitro: | Massa (Imperia) |

|                     |           |           |
| Kessié 90+7’ (rig.) | Marcatori | 68’ Becão |

| Arbitro: | Maggioni (Lecco) |

|                            |           |  |
| Llorente 42’ Pereyra 90+3’ | Marcatori |  |

| Arbitro: | Camplone (Pescara) |

|           |           |                    |
| Pandev 8’ | Marcatori | 30’ (rig.) De Paul |

| Arbitro: | Maresca (Napoli) |

|  |           |             |
|  | Marcatori | 37’ Marušić |

| Arbitro: | Manganiello (Pinerolo) |

|                               |           |                                |
| Muriel 19’, 43’ D. Zapata 61’ | Marcatori | 45’ Pereyra 71’ Stryger Larsen |

| Arbitro: | Doveri (Roma) |

|  |           |                    |
|  | Marcatori | 61’ (rig.) Belotti |

| Arbitro: | Massimi (Termoli) |

|                 |           |                  |
| Simy 68’ (rig.) | Marcatori | 41’, 74’ De Paul |

| Arbitro: | Guida (Torre Annunziata) |

|  |           |                       |
|  | Marcatori | 55’ (rig.) João Pedro |

| Arbitro: | Mariani (Aprilia) |

|                                  |           |                                                   |
| N. Viola 34’ (rig.) Lapadula 83’ | Marcatori | 4’ Molina 31’ Arslan 48’ Stryger Larsen 73’ Braaf |

| Arbitro: | Chiffi (Padova) |

|            |           |                         |
| Molina 10’ | Marcatori | 83’ (rig.), 89’ Ronaldo |

| Arbitro: | Santoro (Messina) |

|             |           |                     |
| De Paul 23’ | Marcatori | 82’ (rig.) Orsolini |

| Arbitro: | Calvarese (Teramo) |

|                                                                          |           |           |
| Zieliński 28’ Fabián Ruiz 31’ Lozano 56’ Di Lorenzo 66’ L. Insigne 90+1’ | Marcatori | 41’ Okaka |

| Arbitro: | Gariglio (Pinerolo) |

|  |           |                         |
|  | Marcatori | 88’ (rig.) Quagliarella |

| Arbitro: | Volpi (Arezzo) |

|                                                                 |           |                    |
| Young 6’ Eriksen 44’ Martínez 55’ (rig.) Perišić 64’ Lukaku 71’ | Marcatori | 79’ (rig.) Pereyra |

### Coppa Italia
| Arbitro: | Rapuano (Rimini) |

|                                          |           |             |
| Forestieri 21’ Deulofeu 61’ Pussetto 64’ | Marcatori | 88’ G. Gori |

| Arbitro: | Serra (Torino) |

|  |           |              |
|  | Marcatori | 112’ Montiel |

## Statistiche

### Statistiche di squadra
| Competizione | Punti | In casa | In casa | In casa | In casa | In casa | In casa | In trasferta | In trasferta | In trasferta | In trasferta | In trasferta | In trasferta | Totale | Totale | Totale | Totale | Totale | Totale | DR  |
| Competizione | Punti | G       | V       | N       | P       | Gf      | Gs      | G            | V            | N            | P            | Gf           | Gs           | G      | V      | N      | P      | Gf     | Gs     | DR  |
| ------------ | ----- | ------- | ------- | ------- | ------- | ------- | ------- | ------------ | ------------ | ------------ | ------------ | ------------ | ------------ | ------ | ------ | ------ | ------ | ------ | ------ | --- |
| Serie A      | 40    | 19      | 5       | 4       | 10      | 14      | 19      | 19           | 5            | 6            | 8            | 28           | 39           | 38     | 10     | 10     | 18     | 42     | 58     | -16 |
| Coppa Italia | -     | 2       | 1       | 0       | 1       | 3       | 2       | 0            | 0            | 0            | 0            | 0            | 0            | 2      | 1      | 0      | 1      | 3      | 2      | +1  |
| Totale       | -     | 21      | 6       | 4       | 11      | 17      | 21      | 19           | 5            | 6            | 8            | 28           | 39           | 40     | 11     | 10     | 19     | 45     | 60     | -15 |

### Andamento in campionato
| Giornata  | 1 | 2  | 3  | 4  | 5  | 6  | 7  | 8  | 9  | 10 | 11 | 12 | 13 | 14 | 15 | 16 | 17 | 18 | 19 | 20 | 21 | 22 | 23 | 24 | 25 | 26 | 27 | 28 | 29 | 30 | 31 | 32 | 33 | 34 | 35 | 36 | 37 | 38 |
| --------- | - | -- | -- | -- | -- | -- | -- | -- | -- | -- | -- | -- | -- | -- | -- | -- | -- | -- | -- | -- | -- | -- | -- | -- | -- | -- | -- | -- | -- | -- | -- | -- | -- | -- | -- | -- | -- | -- |
| Luogo     | C | T  | C  | C  | T  | C  | T  | C  | T  | C  | T  | C  | T  | C  | T  | T  | C  | T  | C  | T  | C  | T  | T  | C  | T  | C  | T  | C  | T  | C  | T  | C  | T  | C  | C  | T  | C  | T  |
| Risultato | P | P  | P  | V  | P  | P  | N  | V  | V  | N  | V  | N  | N  | P  | P  | N  | P  | P  | N  | V  | V  | P  | N  | V  | N  | V  | N  | P  | P  | P  | V  | P  | V  | P  | N  | P  | P  | P  |
| Posizione | 9 | 15 | 18 | 16 | 18 | 18 | 19 | 16 | 13 | 14 | 10 | 10 | 11 | 12 | 13 | 13 | 15 | 15 | 14 | 13 | 11 | 12 | 12 | 11 | 11 | 10 | 10 | 12 | 12 | 12 | 12 | 12 | 11 | 11 | 11 | 12 | 12 | 14 |

Fonte:  Serie A – Classifiche, su sport.sky.it, Sky Sport. URL consultato il 6 settembre 2020 (archiviato dall'url originale l'11 settembre 2014).
Legenda:

Luogo: C = Casa; T = Trasferta. Risultato: V = Vittoria; N = Pareggio; P = Sconfitta.

### Statistiche dei giocatori
| Giocatore         | Serie A  | Serie A | Serie A     | Serie A    | Coppa Italia | Coppa Italia | Coppa Italia | Coppa Italia | Totale   | Totale | Totale      | Totale     |
| Giocatore         | Presenze | Reti    | Ammonizioni | Espulsioni | Presenze     | Reti         | Ammonizioni  | Espulsioni   | Presenze | Reti   | Ammonizioni | Espulsioni |
| ----------------- | -------- | ------- | ----------- | ---------- | ------------ | ------------ | ------------ | ------------ | -------- | ------ | ----------- | ---------- |
| T. Arslan         | 30       | 3       | 9           | 0          | 1            | 0            | 0            | 0            | 31       | 3      | 9           | 0          |
| A. Barák          | 0        | 0       | 0           | 0          | 0            | 0            | 0            | 0            | 0        | 0      | 0           | 0          |
| R. Becão          | 35       | 1       | 5           | 0          | 1            | 0            | 0            | 0            | 36       | 1      | 5           | 0          |
| K. Bonifazi       | 30       | 0       | 4           | 0          | 2            | 0            | 0            | 0            | 32       | 0      | 4           | 0          |
| J. J. Braaf       | 4        | 1       | 0           | 0          | 0            | 0            | 0            | 0            | 4        | 1      | 0           | 0          |
| M. Coulibaly      | 3        | 0       | 0           | 0          | 1            | 0            | 0            | 0            | 4        | 0      | 0           | 0          |
| S. De Maio        | 15       | 0       | 1           | 0          | 1            | 0            | 0            | 0            | 16       | 0      | 1           | 0          |
| R. de Paul        | 36       | 9       | 4           | 2          | 2            | 0            | 0            | 0            | 38       | 9      | 4           | 2          |
| G. Deulofeu       | 13       | 1       | 0           | 0          | 2            | 1            | 0            | 0            | 15       | 2      | 0           | 0          |
| F. Forestieri     | 18       | 1       | 1           | 0          | 2            | 1            | 1            | 0            | 20       | 2      | 2           | 0          |
| M. Gasparini      | 2        | 0       | 0           | 0          | 0            | 0            | 0            | 0            | 2        | 0      | 0           | 0          |
| C. González       | 0        | 0       | 0           | 0          | 1            | 0            | 0            | 0            | 1        | 0      | 0           | 0          |
| S. Ingelsson      | 0        | 0       | 0           | 0          | 0            | 0            | 0            | 0            | 0        | 0      | 0           | 0          |
| M. Jajalo         | 1        | 0       | 0           | 0          | 1            | 0            | 1            | 0            | 2        | 0      | 1           | 0          |
| J. Kubala         | 0        | 0       | 0           | 0          | 0            | 0            | 0            | 0            | 0        | 0      | 0           | 0          |
| K. Lasagna        | 17       | 2       | 1           | 0          | 1            | 0            | 0            | 0            | 18       | 2      | 1           | 0          |
| F. Llorente       | 14       | 1       | 2           | 0          | 0            | 0            | 0            | 0            | 14       | 1      | 2           | 0          |
| J.V. Makengo      | 17       | 0       | 1           | 0          | 2            | 0            | 1            | 0            | 19       | 0      | 2           | 0          |
| R. Mandragora     | 10       | 0       | 0           | 0          | 0            | 0            | 0            | 0            | 10       | 0      | 0           | 0          |
| R. Matos          | 1        | 0       | 0           | 0          | 0            | 0            | 0            | 0            | 1        | 0      | 0           | 0          |
| P. Mićin          | 1        | 0       | 0           | 0          | 0            | 0            | 0            | 0            | 1        | 0      | 0           | 0          |
| N. Molina         | 29       | 2       | 1           | 0          | 2            | 0            | 0            | 0            | 31       | 2      | 1           | 0          |
| J. Musso          | 35       | -51     | 5           | 0          | 1            | -1           | 0            | 0            | 36       | -52    | 5           | 0          |
| I. Nestorovski    | 22       | 2       | 1           | 0          | 1            | 0            | 0            | 0            | 23       | 2      | 1           | 0          |
| B. Nuytinck       | 20       | 1       | 1           | 0          | 1            | 0            | 0            | 0            | 21       | 1      | 1           | 0          |
| Nicolas           | 2        | -5      | 0           | 0          | 0            | 0            | 0            | 0            | 2        | -5     | 0           | 0          |
| S. Okaka          | 22       | 4       | 2           | 0          | 1            | 0            | 0            | 0            | 23       | 4      | 2           | 0          |
| T. Ouwejan        | 15       | 0       | 0           | 0          | 0            | 0            | 0            | 0            | 15       | 0      | 0           | 0          |
| M. Palumbo        | 2        | 0       | 0           | 0          | 0            | 0            | 0            | 0            | 2        | 0      | 0           | 0          |
| R. Pereyra        | 34       | 5       | 8           | 0          | 1            | 0            | 0            | 0            | 35       | 5      | 8           | 0          |
| S. Prödl          | 0        | 0       | 0           | 0          | 0            | 0            | 0            | 0            | 0        | 0      | 0           | 0          |
| I. Pussetto       | 11       | 3       | 2           | 0          | 2            | 1            | 0            | 0            | 13       | 4      | 2           | 0          |
| Samir             | 30       | 1       | 6           | 0          | 2            | 0            | 1            | 0            | 32       | 1      | 7           | 0          |
| S. Scuffet        | 1        | -2      | 0           | 0          | 1            | -1           | 0            | 0            | 2        | -3     | 0           | 0          |
| F. Sierralta      | 0        | 0       | 0           | 0          | 0            | 0            | 0            | 0            | 0        | 0      | 0           | 0          |
| J. Stryger Larsen | 33       | 2       | 0           | 0          | 2            | 0            | 0            | 0            | 35       | 2      | 0           | 0          |
| Ł. Teodorczyk     | 0        | 0       | 0           | 0          | 0            | 0            | 0            | 0            | 0        | 0      | 0           | 0          |
| H. ter Avest      | 6        | 0       | 0           | 0          | 0            | 0            | 0            | 0            | 6        | 0      | 0           | 0          |
| Walace            | 30       | 0       | 4           | 0          | 0            | 0            | 0            | 0            | 30       | 0      | 4           | 0          |
| M. Zeegelaar      | 24       | 1       | 6           | 0          | 1            | 0            | 0            | 0            | 25       | 1      | 6           | 0          |